# 奇异假糙苏
奇异假糙苏（学名：Paraphlomis pagantha）为唇形科假糙苏属下的一个种。

## 扩展阅读
- 維基物種上的相關：奇异假糙苏